# Apai Janggut
Bandi Apai Janggut (geb. 1934) ist ein Ältester und traditioneller Anführer der indigenen Gruppe Dayak Iban Sungai Utik, die in den Regenwäldern im Westen Kalimantans im indonesischen Borneo beheimatet ist.

## Leben und Wirken
Bandi Apai Janggut ist der Anführer von 270 Menschen, die in einem Langhaus (rumah betang) genannten Gemeinschaftsraum leben, einem traditionellen Haus, in dem die Dayak Iban in Kapuas Hulu, West-Kalimantan, leben. Bandi ist als Waldschützer für seinen jahrzehntelangen Schutz der Umwelt vor illegalem Holzeinschlag, Palmölproduktion und Unternehmensinteressen bekannt. Er sagte einmal: „Wir sollten nach dem leben, was für uns ausreichend ist. Nicht mehr und nicht weniger. Das Gesetz, das wir einhalten, wird diejenigen bestrafen, die mehr nehmen und den heiligen Teil des Waldes stören.“ Er führt seine Gemeinschaft seit über 40 Jahren im Kampf für die Anerkennung ihrer traditionellen Landrechte an. Im Jahr 2020 gewährte die indonesische Regierung der Dayak-Iban-Gemeinschaft die rechtliche Anerkennung und das Eigentum an 9.500 Hektar Land.

## Auszeichnungen
Seine Gemeinschaft wurde von der indonesischen Regierung als Umweltretter anerkannt und mit dem Equator Prize des UNDP ausgezeichnet. Im Jahr 2023 erhielt er den Gulbenkian-Preis für Menschlichkeit.